# Nagyrév
Nagyrév község Jász-Nagykun-Szolnok vármegyében, a Kunszentmártoni járásban.

## Fekvése
A Tisza bal partján fekszik, a megyeszékhely Szolnoktól délre. Közigazgatási területének szomszédai észak felől Tiszajenő, északkelet felől Cibakháza, délkelet felől Kunszentmárton, dél felől Tiszainoka, nyugat felől pedig Tiszakécske, amely a Nagyrévhez legközelebbi város is egyben.
Ez az említett szomszédság azonban csalóka, a községet ugyanis szinte minden irányból vizek veszik körül – nyugat és észak felől széles ívben maga a Tisza, kelet felől pedig az egyik leghosszabb magyarországi Tisza-holtág, a csaknem 17 kilométer hosszan húzódó Cibakházi Holt-Tisza határolja.
Így a belterületét szárazföldi úton csak egyetlen útvonalon lehet megközelíteni: a 4633-as útból (a 442-es főút régi nyomvonalából) kiágazó 46 146-os számú mellékúton. Elérhető ugyanakkor Tiszakécske felől is, kompjárattal; a komp nagyrévi megközelítési útvonala önkormányzati út, a túlparton viszont állami közút, 46 325-ös számozással, amely út Tiszakécske Újbög vasútállomása mellett a Szolnokról induló 4625-ös útba csatlakozik.

## Története
A településen 1748-ban indult meg az anyakönyvezés. A 18. század második felében Nagyrév és Kécske népe Mária Teréziától engedélyt kapott a legnagyobb tiszai átkelőhely újraindítására, amely a 20. században sokáig nem üzemelt, majd a település önkormányzata 1999-ben újraindította.
1929-ben az olykor „nagyrévi angyalcsinálók” néven is emlegetett „tiszazugi méregkeverők” több évig elhúzódó perének következtében került a település a köztudatba.

## Közélete

### Polgármesterei
- 1990–1994: Székács István (független)[3]
- 1994–1998: Székács István (független)[4]
- 1998–2002: Székács István Sándor (független)[5]
- 2003–2006: Burka István (független)[6]
- 2006–2010: Burka István (független)[7]
- 2010–2014: Sej János (független)[8]
- 2014–2019: Burka István (független)[9]
- 2019–2024: Burka István (független)[10]
- 2024– : Burka István (független)[1]

A településen a 2002. október 20-án megtartott önkormányzati választás után, a polgármester-választás tekintetében nem lehetett eredményt hirdetni, szavazategyenlőség miatt. Aznap a 654 szavazásra jogosult lakos közül 492 fő adott le szavazatot, hatan érvénytelenül szavaztak, az érvényes szavazatok közül pedig 198-198 esett a négy induló közül két független jelöltre, Burka Istvánra, illetve Kiss Istvánra. Az emiatt szükségessé vált időközi polgármester-választást 2003. április 27-én tartották meg, aznap már csak hárman indultak a posztért, ez a helyzet pedig Burka Istvánnak kedvezett jobban.

## Népesség
A település népességének változása:
| Lakosok száma | 676  | 678  | 633  | 614  | 608  | 610  | 593  |
|               | 2013 | 2014 | 2017 | 2021 | 2022 | 2023 | 2024 |

2001-ben a település lakosságának közel 100%-a magyar nemzetiségűnek vallotta magát.
A 2011-es népszámlálás során a lakosok 59%-a magyarnak, 1,2% németnek mondta magát (40,7% nem nyilatkozott; a kettős identitások miatt a végösszeg nagyobb lehet 100%-nál). A vallási megoszlás a következő volt: római katolikus 16,3%, református 14,9%, evangélikus 1,5%, izraelita 0,2%, felekezeten kívüli 19,3% (46,8% nem nyilatkozott).
2022-ben a lakosság 91,8%-a vallotta magát magyarnak, 1,8% cigánynak, 0,8% németnek, 0,3% románnak, 0,2-0,2% bolgárnak, ruszinnak és szerbnek, 0,7% egyéb, nem hazai nemzetiségűnek (8,1% nem nyilatkozott; a kettős identitások miatt a végösszeg nagyobb lehet 100%-nál). Vallásuk szerint 14,6% volt római katolikus, 11% református, 0,7% görög katolikus, 0,5% evangélikus, 0,2% ortodox, 1% egyéb keresztény, 1% egyéb katolikus, 29,1% felekezeten kívüli (41,8% nem válaszolt).

## Nevezetességei
Bronzkori régészeti lelőhely, amely a falu déli részén ma is régészeti védelem alatt áll.
Autókat is szállító komp jár a Tisza nagyrévi szakaszán amely összeköti a községet Tiszaböggel (Újböggel). Ezáltal az autósok kb. 30 km-t megtakarítanak, amennyiben Kecskemét felé szeretnének eljutni.